# 美帶樸麗魚
美帶樸麗魚，為輻鰭魚綱鱸形目隆頭魚亞目慈鯛科的其中一種，分布於非洲維多利亞湖流域，棲息深度3-6公尺，體長可達10.5公分，棲息在中底層水域，以蝦子為食，生活習性不明。

## 擴展閱讀
維基物種上的相關：美帶樸麗魚